# Dawit Zimakuridse
Dawit Zimakuridse  (georgisch დავით ციმაკურიძე, russisch Давид Михайлович Цимакуридзе / Dawid Michailowitsch Zimakuridse; englisch David Tsimakuridze; * 29. März 1925 in Poti, Georgische SSR; † 9. Mai 2006 in Tiflis) war ein sowjetischer Ringer georgischer Abstammung und Olympiasieger 1952 im freien Stil im Mittelgewicht.

## Werdegang
Dawit Zimakuridse begann als Jugendlicher mit dem Ringen. Wegen seines Talentes wurde er schon bald zum Sportclub Dinamo Tiflis delegiert, wo sich ein Ringerzentrum befand. Später rang er auch für „Burewestnik'“ Tiflis. Er rang hauptsächlich im freien Stil und wurde in dieser Stilart 1945 erstmals sowjetischer Meister im Mittelgewicht.
1952 besiegte er in Moskau in einem Länderkampf gegen Finnland Veikko Lahti durch Fall.
An internationalen Meisterschaften konnte Dawit zunächst nicht teilnehmen, da die Sowjetunion erst 1950 dem Ringer-Weltverband (FILA) beitrat und, von 1947 abgesehen, wo man an der Europameisterschaft teilnahm, ohne Mitglied der FILA zu sein, erstmals 1952 Ringer zu einer überregionalen Meisterschaft, nämlich den Olympischen Spielen in Helsinki, entsandte.
Dawit Zimakuridse gehörte zum sowjetischen Aufgebot im freien Stil. Er rang im Mittelgewicht und wurde mit vier Siegen Olympiasieger. Zu verdanken hatte er diesen Sieg dem Ungarn György Gurics, denn dieser besiegte den Schweden Bengt Lindblad, der vorher David nach Punkten geschlagen hatte. Er war damit der erste georgische Sportler, der bei Olympischen Spielen eine Goldmedaille gewann.
Dawit Zimakuridse nahm auch noch an den kommunistisch gelenkten Weltfestspielen der Jugend 1953 in Bukarest teil, unterlag dort aber gegen György Gurics und wurde deshalb nur 2. Sieger. Dieser Start war auch der letzte Auftritt von ihm bei einer internationalen Meisterschaft.
1947 und 1948 wurde Dawit Zimakuridse auch sowjetischer Vizemeister im griechisch-römischen Stil im Mittelgewicht.
Nach dem Ende seiner Ringerkarriere trat er als Trainer in den Dienst des sowjetischen Ringer-Verbandes.

## Internationale Erfolge
| Jahr | Platz | Wettbewerb                            | Stil | Gewichtsklasse | Ergebnisse |
| 1952 | Gold  | OS in Helsinki                        | F    | Mittel         | mit Siegen über Daniel Hodge, USA, Mohamed Hussein, Ägypten, Gholamreza Takhti, Iran u. György Gurics, Ungarn und trotz einer Niederlage gegen Bengt Lindblad, Schweden |
| 1953 | 2.    | Weltfestspiele der Jugend in Bukarest | F    | Mittel         | hinter György Gurics u. vor Gheorghe Popovici, Rumänien |

## Sowjetische Meisterschaften
| Jahr | Platz | Stil | Gewichtsklasse | Ergebnisse                                           |
| 1945 | 1.    | F    | Mittel         | vor Schota Sebuja und J. Ponomarenko                 |
| 1946 | 1.    | F    | Mittel         | vor L. Chatimurgan und Wassili Browujenko            |
| 1947 | 1.    | F    | Mittel         | vor L. Chatimurgan und Nikolai Below                 |
| 1947 | 2.    | GR   | Mittel         | hinter Grigori Tkatschenko, vor Anton Aboljitsch     |
| 1948 | 3.    | F    | Mittel         | hinter Grigori Tkatschenko und Sergej Preobaschenski |
| 1948 | 2.    | GR   | Mittel         | hinter Nikolai Below, vor Grigori Tkatschenko        |
| 1949 | 1.    | F    | Mittel         | vor Nikolai Komow und Sergej Preobaschenksi          |
| 1950 | 1.    | F    | Mittel         | vor L. Chatimurgan und Sergej Preobaschenski         |
| 1951 | 1.    | F    | Mittel         | vor Schota Dauschwili und Grigori Rostiaschwili      |
| 1952 | 1.    | F    | Mittel         | vor Sergej Preobaschenski und Nikolai Komow          |
| 1954 | 2.    | F    | Mittel         | hinter Giorgi Schirtladse, vor Estate Karkukaschwili |

Erläuterungen
- GR = griechisch-römischer Stil, F = Freistil
- OS = Olympische Spiele, WM = Weltmeisterschaft
- Mittelgewicht, damals bis 79 kg Körpergewicht